# خوسيه فيلهو دوارتي
خوسيه فيلهو دوارتي هو لاعب كرة قدم برازيلي في مركز الهجوم، ولد في 6 يوليو 1980 في نوفا ليما في البرازيل. لعب مع ريسنغ وايت ديرنغ مولنبيك وغوانغجو إفرغراند تاوباو ونادي بروكسل ونادي بني يهودا تل أبيب ونادي غوياس ونادي كروزيرو ونادي كلوب بروج ونادي مكابي تل أبيب ونادي هبوعيل بئر السبع.